# アルセーヌ・ルパン
アルセーヌ・ルパン（仏: Arsène Lupin）は、フランスの小説家モーリス・ルブランが発表した推理小説・冒険小説「アルセーヌ・ルパンシリーズ」の主人公である怪盗、およびシリーズの総称。日本では慣例としてルパンと訳されているが発音としては「リュパン」が元音に近い。20世紀初頭の翻訳では「リュパン」と表記されている物もある。
アルセーヌ・ルパンシリーズは、1905年から四半世紀以上にわたって執筆された、フランスの人気小説にしてルブランの代表作である。前期の作品では神出鬼没の「怪盗紳士アルセーヌ・ルパン」の話がメインだが、中盤は「ドン・ルイス・ペレンナ」の愛国冒険もの、後期は「探偵ジム・バーネット」などの探偵もの、本名「ラウール」の名を用いた恋愛冒険ものになるなど、バリエーションが豊かで前期の作品と後期の作品ではそれぞれ趣きも異なる。

## 怪盗紳士アルセーヌ・ルパン

### 人物像
紳士にして、冒険家。変装の名人でいくつもの変名を持つ。貴族の城館や資本家の邸宅などを襲い宝石や美術品、貴重な家具などを盗んでいく大胆不敵な大泥棒。また、脱獄の名人でもある。
一方、善良な者を助ける義賊の性格もあわせ持っており、虐げられた婦人や子供にとっては頼もしい保護者となる。
多くの女性に惚れ、また彼も多くの女性を虜にしているが、作中に描写される限りでは浮気はしていない。しかし、彼と深い仲となった女性の多くは様々な事情で短命であったため、結果的に多くの女性と恋愛をしている。
親日家であり、ルブランが執筆した当時、欧米ではあまり普及していなかった柔道などの武術を心得ている。また、『怪盗紳士ルパン』（第4話「謎の旅行者」）では日本には絶対に行ってみたいとも話しており、日本を「古い古い神秘の国」と評している。

### 略歴
- 1874年、誕生[注釈 2]。幼名ラウール（Raoul）。父親は体育教師テオフラスト・ルパン（Théophraste Lupin）、母親はアンリエット・ダンドレジー（Henriette d'Andrésy）。
  - 父テオフラストはラウールが幼い頃米国で獄死する。アンリエットは幼いラウールを連れ、少女時代の学友ドルー・スビーズ伯爵夫人の元に身を寄せる。
- 1880年、6歳。最初の事件。（王妃の首飾り）
- 1893年、初めて「アルセーヌ・ルパン」を名乗る。（アンベール夫人の金庫）
- 1894年、20歳。『カリオストロ伯爵夫人』で最初の大冒険。クラリス・デティーグと最初の結婚。
- 1894年-1899年、クラリスとの間に娘が生まれるも、誕生後まもなく亡くなる。この時期に「奇巌城」を発見する。マキシム・ベルモンの名で、高名な建築家のルシアン・デタンジュと知り合う。
- 1899年、25歳。
  - 息子ジャン誕生も、クラリスと死別。更にジャンは誘拐される。（カリオストロ伯爵夫人）
  - 初めて逮捕される。（アルセーヌ・ルパンの逮捕）
- 1900年、収監されるが脱獄。（アルセーヌ・ルパンの脱獄）「遅かりしシャーロック・ホームズ」でエルロック・ショルメとの初対決。
- 1900年-1901年、「金髪の美女」事件でショルメとの二度目の対決。二度目の逮捕・逃亡。
- 1903年、「ユダヤのランプ」事件でショルメとの三度目の対決。
- 1905年、『ルパンの冒険』(消えた宝冠)事件。三度目の逮捕・逃亡。ソニア・クリスチノフと恋仲になる。
- 1906年-1907年、『水晶の栓』事件。「白鳥の首のエディス」事件。この後にソニアが亡くなったと思われる。
- 1907年、二度目の結婚。（ルパンの結婚）
- 1908年、エルロック・ショルメとの最後の直接対決。（奇巌城） 古代ローマの遺跡発見。（緑の目の令嬢）
- 1909年、この頃、ジム・バーネットを名乗ってパリで探偵社を開業。ベシュ刑事との奇妙な連携で次々と事件を解決する。（バーネット探偵社）
- 1910年、「謎の家」事件。ベシュ刑事との対決。オルタンス・ダニエル嬢と八つの冒険を行う。（八点鐘）
- 1911年、ベシュ刑事の依頼でバール・イ・ヴァ荘を訪れる。（バール・イ・ヴァ荘）
- 1912年、38歳。イタリアにてドイツ皇帝と握手をする。ドン・ルイス・ペレンナとしてモロッコに現れ、外人部隊に入隊。（813）
- 1912年頃、モーリタニア帝国を征服し、スルタン（皇帝）に即位する。
- 1915年、第一次世界大戦。フランスの金塊の国外流出を食い止める。（金三角）
- 1917年、ブルターニュ地方の島にて、「人を生かしも殺しもする神の石」を発見する。（三十棺桶島）
- 1919年、7年務めたモーリタニア帝国スルタンを退位し主権をフランスに譲渡。（虎の牙）
- 1922年、国防債権事件。（特捜班ビクトール）
- 1923年、50歳近く。息子・ジャンと見られる青年と邂逅する。（カリオストロの復讐）
- 1924年、ルパンの莫大な財産を狙うマフィアと戦う。（ルパン最後の事件）

なお、作者ルブランといつ頃知り合って伝記作家に任じたのかは不明。ルブラン本人は短編集『怪盗紳士ルパン』の第6話「ハートの7」で作中に初登場する。ルパンがルブランに自らの生い立ちと常習窃盗犯になったきっかけである第5話「王妃の首飾り」を語るのはこの後のことで、作品は時系列順ではない。

### ルパンと変装
変装はルパンの代名詞の一つであるが、原作のルパンの変装は、アニメなどで表現される顔全体にマスクをかぶるようなものではない。その多くはメーキャップや服装を変える程度で、せいぜい「パラフィンの皮下注射で皮膚を膨らませる」「科学的な薬品で鬚や髪の毛を伸ばし、声を変える」「ダイエットをする」「アトロピンを点眼する」程度である（以上、「ルパンの脱獄」より）。それよりもルパンが重視するのは、しぐさや歩き方、表情や話し方などを変えるといった、突出した観察力から生まれる「俳優としてのスキル」である。
またルパンの服装のイメージとして、「シルクハットと夜会服にモノクル (片眼鏡)」というものがある。が、意外にも原作の本文中にはそういう描写はまったくない。このイメージは、ラフィット社からルパンの単行本が初めて出た時に、表紙などのイラストがこのスタイルで描かれたことが原因で広まったらしい。このあたりの事情は、シャーロック・ホームズにおける「インバネス・コートに鹿撃ち帽」のイメージ流布のケースと同様である。

## アルセーヌ・ルパンシリーズ

### 作品一覧
- 1905年-1907年：怪盗紳士ルパン（Arsène Lupin, gentleman-cambrioleur：第一短編集）
  - ルパン逮捕される （L'Arrestation d'Arsène Lupin）
  - 獄中のアルセーヌ･ルパン （Arsène Lupin en prison）
  - ルパンの脱獄（L'Évasion d'Arsène Lupin）
  - ふしぎな旅行者（Le Mystérieux voyageur）
  - 女王の首飾り （Le Collier de la reine）
  - ハートの7 （Le Sept de cœur）
  - アンベール夫人の金庫 （Le Coffre-fort de madame Imbert）
  - 黒真珠 （La Perle noire）
    - （版によっては「アンベール夫人の金庫」と「黒真珠」とを省き、「うろつく死神」を入れているものがある。日本語訳の創元推理文庫、角川文庫、ハヤカワ・ポケット・ブックスはそれに従う。一方、新潮文庫、岩波少年文庫、偕成社版全集及び偕成社文庫、早川文庫版はオリジナルに従っている）

  - おそかりしシャーロック・ホームズ（Herlock Sholmès arrive trop tard）
- 1906年-1908年：ルパン対ホームズ（Arsène Lupin contre Herlock Sholmès：2本の中篇）
  - 金髪の美女（La Dame blonde）
  - ユダヤのランプ（La Lampe juive）
- 1909年：ルパンの冒険（Arsène Lupin/Une Aventure d'Arsène Lupin：戯曲、及び戯曲の小説化）
- 1909年：奇岩城（L'Aiguille creuse（空洞の針）：長編）
- 1910年：813（813：長編：1917年に「La Double-vie d'Arsène Lupin：ルパンの二重生活」と「Les Trois Crimes d'Arsène Lupin：ルパンの三つの犯罪」に分冊化。偕成社版及び新潮文庫版は「813」「続813」）
- 1912年：水晶の栓（Le Bouchon de cristal：長編）
- 1911年-1913年：ルパンの告白（Les Confidences d'Arsène Lupin：第二短編集）
  - 太陽のたわむれ（Les Jeux du soleil）
  - 結婚指輪（L'Anneau nuptial）
  - 影の合図
  - 地獄の罠
  - 赤い絹のスカーフ
  - うろつく死神
    - （版によっては、『怪盗紳士ルパン』に収載されているものがあり、日本語訳も創元推理文庫、角川文庫、早川ミステリはそれに従っている。早川文庫版の『怪盗紳士』には含まれていない）

  - 白鳥の首のエディス（Édith au cou de cygne）
  - 麦わらのストロー（Le Fétu de paille）
  - ルパンの結婚（Le Mariage d'Arsène Lupin）
- 1915年：オルヌカン城の謎（L'Éclat d'obus（砲弾の破片）：長編）初版にはルパンは登場しない、後の版で「営業上」の理由から加筆され一場面にのみ登場する。
- 1917年：金三角（Le Triangle d'or：長編）
- 1919年：三十棺桶島（L'Île aux trente cercueils：長編）
- 1920年：アルセーヌ・ルパンの帰還（Le Retour d'Arsène Lupin：戯曲）
- 1920年：虎の牙（Les Dents du tigre：長編）
- 1923年：八点鐘（Les Huit Coups de l'horloge（時計の八時の鐘）：連作短編集）
  - 塔のてっぺんで（Au sommet de la tour）
  - 水びん（La Carafe d'eau）
  - テレーズとジェルメーヌ（Thérèse et Germaine）
  - 秘密をあばく映画（Le Film révélateur）
  - ジャン・ルイ事件（Le Cas de Jean-Louis）
  - 斧をもつ貴婦人（La Dame à la hache）
  - 雪の上の足あと（Des Pas sur la neige）
- 1924年：カリオストロ伯爵夫人（La Comtesse de Cagliostro：長編）
- 1927年：緑の目の令嬢（La Demoiselle aux yeux verts：長編）
- 1927年：山羊皮服の男（L'Homme à la peau de bique：短編）
  - 英訳は、「ルパンの告白」に「モルグの森の惨劇」(A Tragedy in the Forest of Morgues)として収録されているので、フランス版の初出もこれ以前の可能性もある
- 1927年-1928年：バーネット探偵社（L'Agence Barnett et Cie：連作短編集）
  - 水は流れる（Les Gouttes qui tombent）
  - ジョージ王のラブレター（La Lettre d'amour du roi George）
  - バカラの勝負（La Partie de baccara）
  - 金歯の男（L'Homme aux dents d'or）
  - 十二枚の株券（Les Douze Africaines de Béchoux）
  - 壊れた橋（The bridge that broke：英訳版のみに存在。ただし、アマゾンkindle版の全集Les Aventures extraordinaires d'Arsène Lupin、ASIN:B0077CVG2Aには、第三者による仏訳Le pont qui se romptが収録されている）
  - 偶然が奇跡をもたらす（Le Hasard fait des miracles）
  - 白い手袋。。。白いゲートル。。。（Gants blancs... guêtres blanches...）
  - ベシュ、ジム・バーネットを逮捕す（Béchoux arrête Jim Barnett）
- 1928年：謎の家（La Demeure mystérieuse：長編）
- 1930年：バール・イ・ヴァ荘（La Barre-y-va：長編）（1934年にアシェット社のBibliothèque verteという選集に収録された際に、エピローグが割愛された）
- 1930年：エメラルドの指輪（Le Cabochon d'émeraude：短編）
- 1932年：二つの微笑をもつ女（La Femme aux deux sourires：長編）
- 1932年：ジャスト五分間 （Cinq minutes montre en main：寸劇）
- 1932年：アルセーヌ・ルパンとの十五分（Un quart d'heure avec Arsène Lupin：寸劇。Cinq minutes montre en mainの改作 戯曲版は未訳）
- 1934年：特捜班ビクトール（Victor, de la Brigade mondaine：長編）
- 1935年：カリオストロの復讐（La Cagliostro se venge：長編）
- 1939年：ルパン最後の事件（Les Milliards d'Arsène Lupin（アルセーヌ・ルパンの数十億）：長編）
- 2012年：ルパン最後の恋（Le Dernier Amour d'Arsène Lupin： 長編）

※ラジオドラマ「ペギー、新アルセーヌ・ルパンと出会う」はミステリ研究家のフランシス・ラカサンによって未知のルパン譚として存在が公表されたものだが、その後の他の研究者によってそれが既知の短編のラジオドラマ化シリーズの一編であり、他二編が「アルセーヌ・ルパンの逮捕」「エメラルドの指輪」など既に知られた作品である事、また、当時の出版物などの記述から、単に「ネリー、アルセーヌ・ルパンと再会す」の誤植である事が明らかにされた。
※「ルパン最後の事件（アルセーヌ・ルパンの数十億）」は、単行本化のときに連載中の一章が欠如した状態で出版されており、また、息子のクロード・ルブランがこの作品の復刊自体を拒んだ事から、モーリス・ルブランの著作権保護期間が満了する2011年以降まで完全版が出版された事がなかった。本作は1982年に偕成社・榊原晃三訳版が出版されているが、該当箇所が欠如した訳となっている。なお、2003年韓国で出版されたアルセーヌ・ルパン全集では、欠如部分を補ったものになっている。
※「ルパン最後の恋」は、近年、ルブランの伝記を記したジャック・ドゥルアールの調査によってそのタイプ原稿が発見され、フランス本国では2012年5月、日本では同年9月に刊行された。
（参考「戯曲アルセーヌ・ルパン」住田忠久による解説）

### ミステリとしてのアルセーヌ・ルパン
ルパン譚は主に冒険小説として見られ、ともすれば荒唐無稽とすら取られるが、作中で使われているトリックは後のミステリ小説でも何度も形を変えて使われ続けている。
特に短編には推理小説として本格的なものも多く、『八点鐘』収録の「水びん」のトリックや「テレーズとジェルメーヌ」の密室トリック、「雪の上の足跡」の足跡トリックなどは、ミステリ・アンソロジーにも何度も収録されている。第1話の「ルパン逮捕される」からして、叙述トリックやクローズド・サークルものの元祖の一つとも言える。また、「奇巌城」や「太陽のたわむれ」などのように、暗号を扱った作品も多い。
推理作家であり、推理小説評論家としても名高いエラリー・クイーンは、「クイーンの定員」と呼ばれる古今東西の推理小説選（1845年から1967年の作品を対象としている）で、ルパンシリーズより『怪盗紳士ルパン』と『八点鐘』を取り上げ、特に『八点鐘』については、「ほとんどすべての批評家から、探偵ルパンの最良の見本をいくつか含んだ事件と折り紙をつけられた短編集」と非常に高い評価をしている。

### 冒険・歴史・伝奇ロマンとしてのアルセーヌ・ルパン
上記のミステリとしての評価とは逆に、冒険・伝奇ロマンとしてのルパンを積極的に評価する立場もある。特に、ルパン・シリーズを通読すると、ルブランの歴史趣味を多分に感じる事ができる。「女王の首飾り」では有名な首飾り事件が密接に絡み、「奇岩城」では鉄仮面、マリー・アントワネットやフランス革命ばかりかカエサルやシャルルマーニュにまで言及されている。「カリオストロ伯爵夫人」ジョゼフィーヌ・バルサモは、詐欺師であり怪人物として知られるカリオストロ伯爵ジュゼッペ・バルサモの娘として設定され、その作中では、シャルル7世の愛妾であったアニェス・ソレルの故事にも触れられている。
その他上記の類の例は、短編から「813」などの長編まで、枚挙に暇がない。また「三十棺桶島」では、ブルターニュ地方を舞台にしたケルトの土俗、ドルメン、ドルイド僧などの伝奇ロマンとしての雰囲気作りがおどろおどろしく、ルパン作品の翻案も手がけた横溝正史の「獄門島」、「八つ墓村」などへの影響が感じられる。
ルブランはポーやコナン・ドイル、ルルーと同じくミステリ作家の元祖であるのと同時に、もしくはそれ以上に、「三銃士」「鉄仮面」「モンテ・クリスト伯」などを著わしたアレクサンドル・デュマの系譜の作家(ロマン・フュトン作家)の末裔であるともみられるのである。

### 同時代史としてのアルセーヌ・ルパン
過去の歴史的事件だけでなく、ルパン譚は当時起こった歴史的事件とも大きく関わっている。「アンベール夫人の金庫」は当時実際に起こった詐欺事件、「水晶の栓」では当時フランス政界で起こったパナマ運河疑獄事件がモチーフになっている。また、「813」「オルヌカン城の謎」「金三角」「三十棺桶島」「虎の牙」の一連の流れでは、当時の世界史上の一大事件であった第一次世界大戦が大きな舞台となっており、作中でルパンが征服しフランスに譲渡したモーリタニアは、この時期にフランスが獲得したアフリカにおける植民地の一つである。また、普仏戦争でドイツ領となっていたアルザス＝ロレーヌ地方についてルパンが、第一次世界大戦の勝利によってフランスに戻ってくることを喜ぶ描写もある。
当時最先端の科学技術も現れるや否やすぐさま作品に登場する。第1話「ルパン逮捕される」で重要な役割を担った無線電信は当時実用化されたばかりの最新技術である。遠隔地への通信に電報や伝令を利用することが多いホームズに対し、ルパン作品では電話が頻繁に登場する。辻馬車を愛好するホームズに比べルパンは自動車やオートバイを愛用し（これはホームズとの若干の世代差も大きく影響している）、果ては潜水艦（「ハートの7」「奇岩城」「三十棺桶島」）や飛行機まで（「虎の牙」）積極的に利用する。いずれも登場作品の数年前に開発、もしくは実用化が成ったものである。また、キュリー夫妻のラジウム・放射能研究の成果（1903年ノーベル物理学賞受賞）も、作品に取り入れられている（三十棺桶島）。

### 主な登場人物
アルセーヌ・ルパン
怪盗紳士。時に大怪盗として、時に名探偵として、時に愛国者として縦横無尽の活躍をする。多くの女性と恋愛をするも、悲恋が多い。
ドン・ルイス・ペレンナ
スペイン貴族にしてフランス外人部隊の英雄（「プレンナ」と表記する場合もある）。実はルパンの変装であり、Arsene Lupinのアナグラムである。（Luis Perenna）
ジャン・デヌリ
「謎の家」（訳者により題は異なる）に登場する冒険家。実はルパンの変装。
ポール・セルニーヌ
ルパンの変装。ルイス・ペレンナ（プレンナ）同様、Arsene Lupinのアナグラム。（Paul Sernine）
ジム・バーネット
「調査無料」の看板を掲げる探偵。実際はルパンの変装。
ジュスタン・ガニマール
ルパンを追う警部。50歳。作品初期に主に登場する。力は強いがルパンには敵わない。
エルロック・ショルメ
イギリスの私立探偵で、住所はロンドンのパーカー街219。複数の作品で、ルパンのライバルとして登場。当初シャーロック・ホームズとして登場したが、後にルブランはアナグラム（シャーロック・ホームズ(Sherlock Holmes)の冒頭の"S"を後ろに移動させて(Herlock Sholmes)とした）により改名した。
多くの日本語訳では「シャーロック・ホームズ」のままである。シャーロック・ホームズの作者のコナン・ドイルから抗議を申し入れる書面が届いたという説がある(後述の「シャーロック・ホームズとエルロック・ショルメ」および「ルパン対ホームズ#ショルメとホームズ」を参照)。
“わたし”
ルパンの伝記作家（作者ルブラン自身）
イジドール・ボートルレ
「奇巌城」の実質的な主人公。少年探偵。
ソニア・クリスチノフ
ロシア少女。ルパンの恋人となるも、「奇巌城」では、無残な死を遂げたとのみ語られる。
ビクトワール
善良な初老の女。又、ルパンの乳母でもある。
フォルムリー
予審判事
デュドゥイ
国家警察部部長
ルノルマン
国家警察部部長 デュドゥイの後任　ルパンの変装
ウェベール
国家警察部副部長
パトリス・ベルバル
大尉
デマリヨン
警視総監
バラングレー
首相　後、大統領
テオドール・ベシュ
刑事

## 名前の表記をめぐって
日本では原題、主人公の名前、本の内容を日本的に翻訳（場合によってはプロットのみを換骨奪胎して翻案）することがあるためだれがいつ初訳したのかは特定することは困難である。
フランス語をあえてカタカナ表記する場合、現在の慣習では「Lupin」は「リュパン」とされることもあるが、それほど外来音になじみのなかった時期に日本に紹介されたこともあって、命名者は不明（一説には上田敏。保篠龍緒説もある）ながら昔から「アルセーヌ・ルパン」として紹介され、親しまれてきた。現在でも、東京創元社他一部を除いて表記としては「アルセーヌ・ルパン」が主流となっている。

### ルパン表記
訳者、保篠龍緒が以下の通り翻訳した。保篠龍緒はこの後も何度もルパン全集を手がけ、日本のルパン翻訳史において長い間スタンダードの地位を保つ事になる。保篠の日本語題があまりに見事だったため、現在の各社から出ているルパンシリーズの日本語題も保篠訳に倣う事が多い。（『奇巖城』『八点鐘』など）
- 大正7年、金剛社 アルセーヌ・ルパン叢書 「怪紳士」「怪人対巨人」「奇巌城」「813」他全9巻
- 大正10年、博文館 探偵傑作叢書 「虎の牙」「水晶の栓」
- 昭和4年、平凡社 ルパン全集・怪奇探偵 「三十棺桶島」「バルネ探偵局」「ルパンの告白」「八点鐘」他全12巻（別巻2巻）
- 昭和26年、日本出版協同 アルセーヌ･ルパン全集 全23巻別巻2
- 昭和31年、鱒書房、ルパン全集 全25巻（上記、出版協同社版を改編したもので、「驚天動地」を欠く） この全集は改編され昭和33年から昭和44年にかけて三笠書房（全25巻）/田園書房（全25巻）/三笠書房（全25巻）/日本文芸社（全20巻、短編の5冊が中止となったため）と版元をかえながら刊行され続けた。

昭和30年代になり、南洋一郎が児童向けに翻案。また、南は別名「池田宣政」名義でも『アルセーヌ=ルパン全集』全20巻を翻訳している。
- 昭和33年、ポプラ社 怪盗ルパン全集 「奇巌城」「怪盗紳士」「古塔の地下牢」「黄金三角」他全15巻（後に30巻にまで改訂。現在は20巻に縮小・南洋一郎名義）
- 昭和43年、ポプラ社 アルセーヌ・ルパン全集 「ルパン対ホームズ」「8・1・3」「ルパン三つの犯罪」「怪盗紳士」「恐怖の島」「緑の目の令嬢」他全20巻（池田宣政名義）

また、訳者・詩人の堀口大學が新潮社より以下の通り翻訳。2006年現在においても最も手に入りやすいルパン全集となっている。
- 昭和34年、新潮文庫 ルパン傑作集 「813」「続813」「奇岩城」「ルパン対ホームズ」「バーネット探偵社」他全10巻。※（殺人事件での殺害方法が、フランス語のオリジナルでは喉を切って殺す（égorger）ものでも、堀口訳では絞殺（étrangler）になっている箇所がいくつもある。青少年向けに一部修正が加えられた版を使っている可能性も考えられる）

偕成社から、複数の訳者により原文に忠実な完訳でシリーズ全作品を網羅した全集が刊行。現在最も完全な全集として版を重ねている。またこの全集には、ルパンシリーズに入らないルブランの他の著作も5冊、「別巻」として組み込まれている。
- 昭和56年、偕成社 アルセーヌ・ルパン全集 「怪盗紳士ルパン」「813」「続813」「金三角」「八点鐘」「バール・イ・ヴァ荘」「特捜班ヴィクトール」「ルパン最後の事件」他全25巻
- 昭和57年、偕成社 アルセーヌ・ルパン全集別巻 「女探偵ドロテ」「バルタザールのとっぴな生活」「三つの眼」「真夜中から七時まで」「赤い輪」全5巻

ルパン生誕100周年を機に、訳者平岡敦が同年フランスで刊行されたルパン全集を底本に早川書房のハヤカワ・ミステリ文庫から新訳を刊行。2005年8月、『カリオストロ伯爵夫人』から、刊行開始。当初は、ルパンシリーズ全21作を、1年に2冊、10年計画で刊行予定で、完訳の文庫版としては最新訳であり、シリーズ全作を網羅する予定であった事から、初の文庫版完訳完全全集になることが期待されていたのだが、順調に刊行されたのは、2005年9月『怪盗紳士ルパン』、2006年5月『奇岩城』までで、4冊目となる『水晶の栓』の刊行は2007年2月にずれ込み、5冊目として『ルパン、最後の恋』が2013年5月に刊行されたが、それ以後の刊行予定はなく全訳計画は中絶された。

### リュパン表記
訳者、佐佐木茂索が以下のとおり翻訳した。
- 大正13年、随筆社のルブラン全集「強盗紳士アルセエヌ・リユパン」「リユパンの勝利」
- 昭和4年、改造社『アルセエヌ・リュパン』

また昭和34年-昭和35年、石川湧・井上勇らによる東京創元社『アルセーヌ・リュパン全集』全12巻が現在の創元推理文庫版（「怪盗紳士リュパン」「リュパン対ホームズ」「リュパンの告白」「リュパンの冒険」他全18冊）の元となった。（文庫版刊行時の翻訳権の関係から、全集に収録されて居る「８１３の謎」「八点鐘」「三十棺桶島」「バーネット探偵社」が刊行できなかったため収録されていない。）創元推理文庫では2012年発表のLe Dernier Amour d'Arsène Lupinの翻訳も2013年に「リュパン、最後の恋」として刊行しており、リュパン表記を維持している。
曽根元吉訳『奇巌城』（中央公論社「世界推理名作全集」２。昭和36年。所収）では、アルセーヌ・リュパン表記となっている。（この訳文は「嶋中文庫」で刊行予定だったが同社の蹉跌のため中止となった）

## キャラクターの流用

### シャーロック・ホームズとエルロック・ショルメ
原作者の扱い
『怪盗紳士ルパン』の中の短篇「遅かりしシャーロック・ホームズ」では、かの名探偵シャーロック・ホームズと対決させたが、コナン・ドイルの厳重な抗議にあったため（という説があるが定かではない。詳細はルパン対ホームズを参照）、ルブランは「遅かりしシャーロック・ホームズ」を含め次の『ルパン対ホームズ』（日本語題）以下一連の作品ではホームズの名前をアナグラムにした「Herlock Sholmès（フランス語の発音エルロック・ショルメ）」という別人にした。またワトスンはウィルソンという別人にした。
日本語訳での扱い
- 保篠龍緒訳の大正期や昭和戦前の訳書では、ヘルロック・ショルムズであり、ウィルソンである。又、住所もパーカー街二百十九番地（街に「まち」と振り仮名）となって居る。大人向けの訳書の戦後版はシャーロク・ホームズとワトソンに改められたが、戦後になって刊行された保篠名義の児童書『怪人対巨人』では、ヘルロック・ショルムズとウィルソンとでありバーカー街二百十九番地となっていた。一方『奇巌城』ではシャーロック・ホームズとなって居た。後に、前者の訳題も『ルパン対ホームズ』となり、総てシャーロック・ホームズとワトソンとに統一された。
- 古くから日本の翻訳では、訳者が著作権者に無断でエルロック・ショルメをホームズの名に替えてきた。ただしウィルソンはそのままでワトスンにはしないものとワトソンにしているものとがある。現在でもこれは慣習となっていて、日本で出版されているルパンシリーズの「ショルメ」はほとんど「ホームズ」に改変されている。改変されていないものでは、フランス語の発音も英語の発音（「ハーロック・ショームズ（若しくはショーミーズ）」となるはず）も無視し、エルロック・ショルメスと翻訳されている場合が多い。[注釈 3]。
- 曽根元吉訳『奇巌城』では、ハーロック・ショーメズとしている。
- ジョルジュ・デクリエール主演のフランスの人気ドラマ『怪盗紳士アルセーヌ・ルパン』の中の一篇が日本でDVDソフト化された際も、劇中のセリフ及び表記がエルロック・ショルメスとウィルソンでありながら、字幕はシャーロック・ホームズとワトソンになっていて、タイトルも『ルパン対ホームズ』だった。
- 森田崇による漫画化作品『怪盗ルパン伝 アバンチュリエ』では、英語発音に合わせて「ハーロック・ショームズ」と表記されている。ウィルソンはそのまま[2]。

### パスティーシュ

#### 海外小説作品
ボワロー＝ナルスジャック
ルパンもの新作として1973-1977年に発表。最初の3作は当初、覆面作家アルセーヌ・ルパンとして作者名を隠して発表された。
- 『ウネルヴィル城館の秘密』（悪魔のダイヤ）
- 『バルカンの火薬庫』（ルパンと時限爆弾）
- 『アルセーヌ・ルパンの第二の顔』（ルパン二つの顔）
- 『アルセーヌ・ルパンの裁き』（ルパン、100億フランの炎）（ルパンと殺人魔）
- 『ルパン危機一髪』

アーサー・ポージス
- 『八一三号車室にて』

ジャン＝クロード・ラミ
- 『アルセーヌ・リュパン―怪盗紳士の肖像』

ジャン＝マーク＆ランディ＝ロフィシエール
- 『避けられぬ運命』
- 『おそかりしアルセーヌ・ルパン』
- 『不親切きわまる省略』
- 『カリオストロ伯爵夫人の死』

#### 日本の小説作品
南洋一郎
ポプラ社文庫で翻訳を担当した人物。自分の作品に登場させたり、少年少女向け編訳版『ピラミッドの秘密』に模作を紛れ込ませている。上記ボワロー＝ナルスジャック作品もその全集には含まれていた（旧版のみ。新全集からはパスティーシュ作品は除外されている）。『ピラミッドの秘密』は出だしこそルブランの原作が存在するが途中からは南の創作だろうとされている。ただし、南自身はアメリカの古い児童向け雑誌に掲載されたものがもとになっているという趣旨の事を書いている。
- 『蒙古王の宝冠』（日本正學館「冒瞼少年」昭和23年 臨時増刊号(第1巻 第12号)）
- 『怪盗ルパンと佐久良探偵』（ポプラ社「日本名探偵文庫」第19巻『洞窟の魔人』（1956年）所収）
- 『ピラミッドの秘密』
- 『女賊とルパン』

江戸川乱歩
下記の作品以外に、怪人二十面相などにもその影響がみられる。
- 『黄金仮面』

西村京太郎
上記の江戸川乱歩の作品も踏まえて明智小五郎がルパンと再対決している。この作品では、エルキュール・ポワロ、エラリー・クイーン、ジュール・メグレも登場。日本に不慣れなルパンに対し、怪人二十面相が助力している。
- 『名探偵が多すぎる』

芦辺拓
『真説 ルパン対ホームズ』では、ショルメではなくホームズとの対決を描いている。
『少年は怪人を夢見る』では、ある少年が怪人二十面相になるまでが描かれ、芦屋暁斎や左右田五郎などと出会い、名前も顔も失っていく中で部下になった人物として黄金仮面が登場。
- 『真説 ルパン対ホームズ』（原書房、2000年、ISBN 4562033037）
- 『少年は怪人を夢見る』（PHP研究所、2000年、『変化 : 書下ろしホラー・アンソロジー』所収、ISBN 4569574610）その他の所収書籍あり

保篠龍緒
- 『青色カタログ』
- 『空の防御』
- 『鐘楼の鳩』

横溝正史
- 『ルパン大盗伝』（奇巌城の翻案）
- 『海底水晶宮』（水晶の栓の翻案）

島田一男
- 『ルパン就縛』

北杜夫
- 『怪盗ジバコ』

若いころのジバコが老ルパンと出会うエピソードがある。
井上宗和
- 『ルパン残影 フォル・ラ・ラッテ城の秘密』

伊吹秀明
- 『シャーロック・ホームズの決闘』

二階堂黎人
- 『ルパンの慈善』
- 『カーの復讐』

斎藤肇
- 『青い絹のスカーフ〜ルパンの事前〜』

小林泰三、近藤史恵、藤野恵美、真山仁、湊かなえ
- 『みんなの怪盗ルパン』

#### 漫画作品
原作の漫画化は省略。
『怪盗ジョーカー 時を超える怪盗と失われた宝石』（たかはしひでやす）
18世紀に実在した伝説の怪盗として登場。担当声優は福山潤。
『ジェットキング』（手塚治虫）
主人公ジェットキングと戦う悪役の1人として登場。舞台は発表時の現代または未来だが、ルブランの小説に登場するアルセーヌ・ルパン本人とされており、柔道の投技を用いる場面もある。
『化石島』（手塚治虫）
新聞記者のロックが、シャーロック・ホームズの相棒となって、化石島に隠された彫刻を巡ってアルセーヌ・ルパンと戦う。
『冒険狂時代』（手塚治虫）
モンテ・クリスト伯爵を名乗り、アメリカ西部の町で竜巻に飛ばされてきたハンガリア貴族とその妹を助ける。
『少年はその時群青の風を見たか?』（酒井美詠子）
少年時代のルパンが、ライバルであり親友のホームズとともにパブリックスクールで青春時代を過ごす新説ストーリー。
『ルパン・エチュード』（岩崎陽子）
秋田書店「プリンセスGOLD」2016年12月号より連載開始。19世紀末のフランスを舞台に、主人公の青年のラウールに眠る人格が「アルセーヌ・ルパン」を名乗る。ルブラン小説のルパンの経歴を元にオリジナルエピソードと『アンベール夫人の金庫』（単話）、『カリオストロ伯爵夫人』（コミックス2巻から4巻）で構成されたパスティーシュ。

#### ゲーム作品
『Code:Realize 〜創世の姫君〜』
泥棒紳士を自称する大泥棒として登場。物語のキーマンとなっている。担当声優は前野智昭。
『アカシックリコード』
古今東西の物語のキャラクターが登場する作品であるが、そのうちの1人で、創作されたキャラクターであるにもかかわらず、別の物語の世界へ渡り歩く特別な存在として「神秘蒐集者アルセーヌ・ルパン」が登場する。
『モンスターストライク』
アルセーヌ・ルパンをモチーフにした女性キャラクターの「アルセーヌ」が登場する。担当声優は沢城みゆき。

### ルパンの子孫が登場する作品
アルセーヌ・ルパンの物語を前提として、その子孫を登場させた作品も存在する。作品によっては、初代ルパンも登場する。
『ルパン三世』（モンキー・パンチ）
主人公のルパン三世は、アルセーヌ・ルパンの孫という設定になっているが、作品によってはそれを否定する描写もある。最初の予定では、「あまりの怪盗ぶり故、愛称として世間で「ルパン三世」と呼ばれている」という設定だったが、担当編集者から「そんな面倒くさい設定にするな」と言われ、わかりやすくアルセーヌ・ルパンの孫という設定になった。原典のアルセーヌ・ルパンに該当するルパン一世も登場している。
『ルパン小僧』（モンキー・パンチ）
『ルパン三世』の派生作品。ルパン三世の息子（初代ルパンから数えて4世）が登場。
『ルパン8世』
『ルパン三世』の派生作品。ルパン三世の来孫（初代ルパンから数えて8世）が登場。
『LUPIN ZERO』
『ルパン三世』の派生作品。少年期のルパン三世と、ルパン二世、ルパン一世が登場。
『緋弾のアリア』（赤松中学）
登場人物の1人、峰理子は本名「峰・理子・リュパン4世」であり、アルセーヌ・リュパンの曾孫。リュパンの子孫と思われることに反発し、ホームズの末裔を倒すことで初代リュパン越えを目標とし、この作品でのホームズの曾孫の「神崎・H・アリア」と対決する。
『ひょっこりひょうたん島』（井上ひさし、山元護久）
アルセーヌ・ルパンの孫の孫として「アルセーヌ・クッペパン」が登場。声は野沢那智が担当している。

#### ルパンの息子が登場する作品
シリーズ本編にも、『カリオストロ伯爵夫人』にて誘拐されたジャンが登場しているため、息子の名前を「ジャン」としている作品が多い。
なお、上記の『ルパン三世』にも、ルパンの息子が登場している。
『英国探偵ミステリア』
ゲーム作品。ジャン・ルパン（通称ルパンJr.）と呼ばれるルパンの息子が登場。
『アルセーヌ・ルパン対明智小五郎 黄金仮面の真実』（松岡佳祐）
小説作品。明智小五郎が誘拐されたジャンという可能性が描かれる。
『小林少年と不逞の怪人』（上条明峰）
ジャンと呼ばれるルパンの息子が登場。
Arsène Lupin contre Arsène Lupin
1962年のフランス映画。ルパンの二人の息子を描いた作品。

#### ルパンの子孫の関係者が登場する作品
『快盗戦隊ルパンレンジャーVS警察戦隊パトレンジャー』
東映の特撮テレビ番組で、「スーパー戦隊シリーズ」の1つ。作中に登場する「ルパンレンジャー」は、アルセーヌ・ルパンの末裔に仕える執事・コグレがスカウトした3名からなる集団で、アルセーヌ・ルパンが収集した秘宝「ルパンコレクション」を犯罪者集団から奪還するために戦う。

### ルパンという名称の流用
設定などは、本作品をふまえていないルパンという名称のみの流用作品。
- 辻真先
  - 小説『迷犬ルパンシリーズ』に登場する犬の名前。赤川次郎の『三毛猫ホームズシリーズ』を意識したタイトル。
- 青山剛昌
  - 『さりげなくルパン』 - 『まじっく快斗』の原型となった読み切り漫画作品。
  - 『名探偵コナン』 - 同作者の別作品。鈴木次郎吉の愛犬の名前として登場。なお、下記の|怪盗キッドも登場。上記の『ルパン三世』とも二度コラボしている。
  - 『まじっく快斗』 - 作中に登場する怪盗の怪盗キッドは「平成のルパン」と称されている。『コナン』と『ルパン三世』の二度目のコラボでは、ルパンとも共演している。
- 仮面ライダーシリーズ
  - 『仮面ライダーX』 - 敵組織GOD機関の送り込む「悪人軍団」の怪人の一体として「カブトムシルパン」が登場する。
  - 『仮面ライダー×仮面ライダー ドライブ&鎧武 MOVIE大戦フルスロットル』 - 「仮面ライダールパン」が登場する。オリジナルビデオにも登場。
- 『ペルソナ5』 - 物語の主人公が最初に覚醒するペルソナ（もう一人の自分）がルパンのような姿をした「アルセーヌ」となっている。担当声優は主人公と同じ福山潤。

## 映像作品

### 映画
- 『怪盗紳士（The Gentleman Burglar)』1908年製作のエドウィン・S・ポーター（Edwin S. Porter）監督によるアメリカ映画（短編）。最初のルパン物映画とされている。ルパン役はウィリアム・V・レイナス（William V. Ranous）（ルパンが恋人と結婚して泥棒稼業から足を洗い、子供も出来て幸せになる。しかし、元恋敵の男から素性をばらすとおどされ、口止めの金を義父から盗もうとして見つかり追い払われることに）。フランスではUne aventure d'Arsène Lupinのタイトルで上映された。
- 『アルセーヌ・ルパン対ガニマール (Arsène Lupin contre Ganimard)』1913年製作のミシェル・カレ監督によるフランスのサイレント映画（ドイツ系アメリカ人のジョセフ・メンヒェン Joseph Menchenが製作者。彼はモーリス・ルブランとの間にルパン物の映画化権の独占契約を交わした。しかし、実際に作られたのはこの1作だけであった。メンヒェンは1920年にその権利を36万ドルで、ロバートソン＝コール社に譲渡した。1930年代になるまで、フランスでルパン映画が作られなかったのはこの契約があったからである）。
- 『アルセーヌ・ルパン』1915年製作のジェラルド・エイムズ（Gerald Ames）主演、ジョージ・ローニー・タッカー（George Loane Tucker）監督によるイギリスのサイレント映画。
- 『八一三(813)』1920年製作のウェッジウッド・ノエル主演、スコット・シドニー、チャールズ・クリスティ監督によるアメリカのサイレント映画。
- 『813』1923年製作の溝口健二監督による日本のサイレント映画（フィルムは行方不明）。海外では（「ルパン物」の勘違いなのか）Rupimonoとも呼ばれている。
- 『アルセーヌ・ルパン（Arsene Lupin)』 1932年製作のジョン・バリモア主演、ジャック・コンウェイ監督によるアメリカ映画。
- 『名探偵アルセーヌ・ルパン (Arsène Lupin détective)』1937年製作のジュール・ベリー（Jules Berry）主演、アンリ・ディアマン＝ベルジェ（Henri Diamant-Berger,）監督によるフランスの映画。『バーネット探偵社』に基づいている。
- 『顔のない男』1955年製作の芦原正監督による松竹映画。『ルパンの告白』所収の「赤い絹のスカーフ」に基づく。
- 『怪盗ルパン（Les Aventures d'Arsène Lupin)』1957年製作のフランスの映画。
- 『ルパン（Arsene Lupin)』 2004年製作のフランス、イタリア、スペイン、イギリス合作の映画。

### 映画（翻案）
- 『七つの顔の男』（多羅尾伴内）1946年大映。ルパンの「怪屋」（謎の家）の翻案となっている。
- 『ルパンの奇巌城』2011年公開の日本映画。「奇巌城」の舞台を日本にアレンジしたもの。

### テレビ
- 『怪盗紳士アルセーヌ・ルパン(Arsène Lupin)』（1971年、1973－74年） フランス・ドイツ・オランダ・イタリア・スイス・オーストリア・ベルギー・カナダ共同で製作されたドラマ・シリーズ、主演ジョルジュ・デクリーエル。全26話。DVDソフト有り（BOX版は全6BOXで26話を収録）
- 『怪盗ルパン813の謎』(1979年) タツノコプロ製作のアニメーション作品。80分。のちに劇場公開。
- 『Lupin』（2007年4月－8月）（フィリピンのドラマ・シリーズ）モーリス・ルブランの原作とルパン三世とをミックスさせたような内容。DVDソフト有り。
- 『Lupin/ルパン(Lupin)』 (2021年1月) Netflixオリジナル・ドラマシリーズ[13]。

## 漫画作品
- 怪盗ルパン（1954年） 木下としお[14]
- 怪盗ルパン（1970年） 好美のぼる[15]
- 劇画怪盗ルパン （1984年） 永井豪・安田達矢とダイナミックプロによる、短編長編10編の漫画化。小学館。「奇岩城」[16]「金三角」[17]「虎の牙」[18]「三十棺桶島」[19]「ルパン対ホームズ」[20]「水晶の栓」[21]「怪盗紳士」[22]「813の謎」[23]「八点鐘」[24]「ルパン再現」[25]以上10編。
- アルセーヌ･ルパンシリーズ （1989 - 1998年） ジャック・ジュロン（フランス語版）他による、本国フランスでの、原作に忠実なバンデシネ。全6編。偕成社より、日本語版（「KAISEI-SHA COMICS 名探偵コレクション」）刊。「水晶の栓」[26]「813・ルパンの二重生活」[27]「続813・ルパンの三つの犯罪」[28]「緑の目の令嬢」[29]「奇岩城」[30]「特捜班ビクトール」以上6編。
- まんが怪盗ルパン（1997 - 1998年）一峰大二による漫画化。単行本全5巻。くもん出版[31][32][33][34][35]。
- mystery classics アルセーヌ・ルパン編 （2005年 - ） 森元さとるによる短編数篇の漫画化。講談社。全3巻。[36][37][38][39]
- 怪盗アルセーヌ・ルパン 八点鐘 （2008年 - ） JETによる「八点鐘」の漫画化。朝日新聞社『ネムキ』連載。コミックス全1巻（宙出版、2017年、ISBN 978-4776745068）[40]。
- コミック版ルパン＆ホームズ （2009年 - ） 春野まことによる、ポプラ社版の数編の漫画化。全5巻。[41]
- 怪盗ルパン伝 アバンチュリエ （2011年 - ） 森田崇による、原作第1話「ルパン逮捕される」からの大河形式での漫画化。
  - アバンチュリエ 新訳アルセーヌ・ルパン - 講談社イブニング連載 （2011 - 2012年） 「怪盗紳士ルパン」（一部掲載話変更）から「金髪婦人」まで。単行本全5巻。
  - 怪盗ルパン伝 アバンチュリエ《登場編》 - ヒーローズ/小学館クリエイティブ『月刊ヒーローズ』刊 イブニング連載分に「黒真珠」を加えた増補・改訂版。単行本上・下（「怪盗紳士」「金髪婦人」）巻。
  - 怪盗ルパン伝 アバンチュリエ - ヒーローズ/小学館クリエイティブ『月刊ヒーローズ』連載 （2013年 - ） 登場編（イブニング連載分）の続き。「公妃の宝冠（ルパンの冒険・戯曲アルセーヌ・ルパン）」からスタート。以下「ユダヤのランプ」「奇巌城」と連載中。
- VSルパン （2014年 - ） さいとうちほによる漫画化。小学館『月刊フラワーズ』連載。コミックス既刊5巻[42][43][44][45][46][47]（2022年7月現在）。
- ルパン・エチュード（2016年 - 2019年）岩崎陽子による漫画化。秋田書店『プリンセスGOLD』連載。アルセーヌ・ルパンは、青年ラウール・ダンドレジーの別人格という解釈をとっている[48][49]。2巻からは『カリオストロ伯爵夫人』をモチーフにしている[49]。

## 舞台作品

### 宝塚歌劇団

#### ルパン -ARCЁNE LUPIN-
モーリス・ルブラン作『ルパン、最後の恋（ハヤカワ・ミステリ刊／ハヤカワ文庫近刊）』を原作としたミュージカル。宝塚歌劇団・月組公演。2013年7月12日 - 8月12日 宝塚大劇場、8月30日 - 10月6日 東京宝塚劇場。:併演作はグランドレビュー「Fantastic Energy!」。（宝塚クリエイチブアーツより宝塚大劇場公演を録画したＤＶＤが発売されている）
出演
- アルセーヌ・ルパン：龍真咲
- カーラ・ド・レルヌ：愛希れいか

その他の主な出演者
- モーリス・ルブラン：北翔海莉
- ビクトワール：飛鳥裕
- ベアフォール伯爵：美弥るりか
- ドナルド・ドースン：凪七瑠海
- トニー・カーペット：沙央くらま
- ジェスタン・ガニマール：星条海斗
- フラヴィ：憧花ゆりの
- ヘリンボーン：越乃リュウ

#### A / L--怪盗ルパンの青春--
シアター・ドラマシティ（2007年3月）宙組特別公演、日本青年館（宝塚クリエイティブアーツよりシアター・ドラマシティ公演を録画したDVDが発売されていた）
作・演出 斉藤吉正。作曲・編曲 青木朝子
主な出演者
- ラウル・バラン（A / L）：大和悠河
- アニエス・ド・スーピーズ：陽月華
- シャーロック・ホームズ：北翔海莉
- アンリエット：光あけみ
- ルイ・アントワーヌ・レオン公爵：悠未ひろ
- ドクトル・ゴッズ：寿つかさ
- スービーズ伯爵夫人：鈴奈沙也
- ミロ・ガニマール警部：初嶺麿代
- ヴィクトワール・ル・ルブラン：美風舞良
- ローアン枢機卿：十輝いりす
- エヴァ・ローレン：和音美桜

ルブランの短編「王妃の首飾り」を中心に「アンペール夫人の金庫」、「シャーロック・ホームズの遅すぎた到着」などの挿話を取り込んだオリジナル脚本。

### ルパン
1987年10月8日 - 25日、PARCO劇場初演
作・演出 隆巴
音楽 池辺晋一郎
主な出演者
- ルパン、ルブラン（二役）：仲代達矢
- メーテルリンク：隆大介

入鹿尊、大西多摩恵、他
仲代がルブランとルパンの二役を演じ作中世界と現実世界を往還するオリジナル戯曲。無名塾制作。

### イルカ団! PRESENTS RATATATTAT!×モーリス・ルブラン
翻訳・構成・脚色・演出 小林ヒデタケ［イルカ団!］
全作、イルカ団! PRESENTS RATATATTAT!×モーリス・ルブランとしてウッディシアター中目黒で上演している。。

#### ARSÈNE LUPIN “et Sonia!”＆“en Prison!”
2018/1/30［火］> 2/4［日］
“et Sonia!”は、モーリス・ルブランが書いた唯一の長編戯曲“ARSÈNE LUPIN“（邦題：ルパンの冒険、小説版：消えた宝冠）を翻訳、脚色して日本初上演。
“en Prison!”は、アルセーヌ・ルパンシリーズ第一作“L'ARRESTATION D'ARSÈNE LUPIN”（邦題：アルセーヌ・ルパンの逮捕）と第二作“ARSÈNE LUPIN EN PRISON”（邦題：獄中のアルセーヌ・ルパン）を原作にしたオリジナル脚本。
“et Sonia!”  
- ガニマール警部：夢麻呂（『熱ら。』）
- シャルムラース公爵：渡辺隼斗
- ソニア・クリチーノフ：松田実里
- ジェルメーヌ：小松詩乃
- イルマ：角田佳代（劇団フジ）

“en Prison!”
- ネリー・アンダダウン：高橋あゆみ
- ベルナール・ダンドレジー：今井玲男
- ガニマール警部：夢麻呂（『熱ら。』）

#### ARSÈNE LUPIN 2e　“le RETOUR D'”＆“et CLARISSE”
2019/1/29［火］> 2/3［日
　“le RETOUR D'”は“EDITH AU COU DE CYGNE（邦題：白鳥の首のエディス）”、“LE RETOUR D'ARSÈNE LUPIN（邦題：アルセーヌ・ルパンの帰還）”、“LA MORT QUI RÔDE（邦題：うろつく死神）”を原作とし、
　“et CLARISSE”は“LE BOUCHON DE CRISTAL（邦題：水晶の栓）”“LA COMTESSE DE CAGLIOSTRO（邦題：カリオストロ伯爵夫人）”を原作としたオリジナル脚本。
“le RETOUR D'”
- ガニマール警部：夢麻呂（『熱ら。』）
- エディス・スパルミエント/ソニア・クリチーノフ：松田実里
- フィユル予審判事/ヴィクトワール：小松詩乃
- ジョルジュ・シャンドン・ジェロ：今井玲男

“et CLARISSE”
- アルセーヌ・ルパン：渡辺隼斗
- クラリス・メルジー：高橋あゆみ
- クラリス・デティーグ：植野祐美
- ヴィクトワール：角田佳代（劇団フジ）

#### ARSÈNE LUPIN 3e　“et DEUX SOURIRES”＆“vs GANIMARD”
2020/1/28［火］> 2/2［日］
“et DEUX SOURIRES”は“LA FEMME AUX DEUX SOURIRES（二つの微笑を持つ女）”と“Le Sept de cœur（ハートの7）”を原作とし、“vs GANIMARD”は“VICTOR,DE LA BRIGADE MONDAINE（特捜班ビクトール）”を原作としたオリジナル脚本。
“et DEUX SOURIRES”
- アルセーヌ・ルパン：渡辺隼斗
- コンスタンス・ベークフィールド：高橋あゆみ
- アントニーヌ・ゴーチエ/クララ：小林未往
- ジャンヌ・ブルジョワ/ル・バリュ：枢木むつ

“vs GANIMARD”
- ガニマール警部：夢麻呂（『熱ら。』）
- コンスタンス・ベークフィールド：松田実里
- モーレオン警視：秋本一樹（劇団め組）
- ガブリエル・ドオトレー：角田佳代（劇団フジ）

### ARSÈNE LUPIN 4e “la BLONDE -金髪婦人-”
2021/1/19［火］>1/24［日］
“LA DAME BLONDE（金髪婦人）”、“LA LAMPJUIVE（ユダヤのランプ）”、“HERLOCK SHOLMÈS ARRIVETROP TARD（おそかりしシャーロック･ホームズ）”三つの作品を原作としたオリジナル脚本。
- アルセーヌ・ルパン：渡辺隼斗
- シャーロック・ホームズ：大塚真矢
- ワトソン：後藤星羅
- ビクトール・ダンブルバル男爵：川島広輝
- クロチルド・デタンジュ：高橋あゆみ
- アリス・ドマン：矢萩麻里菜
- クローゾン伯爵夫人：角田佳代

### LUPIN 〜カリオストロ伯爵夫人の秘密〜
2023年、ミュージカル・ピカレスク『LUPIN 〜カリオストロ伯爵夫人の秘密〜』帝国劇場ほかで上演。
出演
- アルセーヌ・ルパン - 古川雄大
- クラリス・デティーグ - 真彩希帆
- ボーマニャン - 黒羽麻璃央（東京公演のみ）、立石俊樹 ※Wキャスト
- イジドール・ボートルレ - 加藤清史郎
- ガニマール警部 - 勝矢
- シャーロック・ホームズ - 小西遼生
- カリオストロ伯爵夫人 - 柚希礼音（東京・名古屋・大阪・福岡公演のみ）、真風涼帆 ※Wキャスト
- ゴドフロワ・デティーグ（クラリスの父） - 宮川浩
- レオナール（カリオストロ伯爵夫人の部下） - 章平

ほか
スタッフ
- 脚本・歌詞・演出：小池修一郎（宝塚歌劇団）
- 音楽：ドーヴ・アチア
- 共同作曲：ロッド・ジャノワ
- 音楽監督：太田健（宝塚歌劇団）
- 振付：桜木涼介
- 歌唱指導：山川高風、やまぐちあきこ
- 美術：松井るみ
- アクション監督：栗田政明（倉田プロモーション）
- 舞台監督：二瓶剛雄、田中絵里子
- 演出助手：加藤由紀子、石川和音
- 指揮：御﨑惠（東京・名古屋公演）、田邉賀一（大阪・福岡・長野公演）
- オーケストラ：東宝ミュージック、ダット・ミュージック
- プロデューサー：服部優希、荒田智子

## 朗読劇

### ノサカラボ朗読劇「アルセーヌ・ルパン」シリーズ
世界中の名作ミステリーを専門に舞台化、上演していくことをコンセプトに活動しているノサカラボによる朗読劇シリーズ。

### 朗読劇「アルセーヌ・ルパン＃１　８１３」
2021/12/4［土］> 12/5［日］草月ホール 
構成・演出 ：野坂実
- アルセーヌ・ルパン：関智一
- モーリス・ルブラン：木村良平
- ドロレス・ケッセルバッハ：能登麻美子（Wキャスト）、小松未可子（Wキャスト）
- ヴィくトワール：井上喜久子
- ジュヌビエーヴ・エルヌモン：古賀葵
- ドイツ皇帝：高木渉

- アンサンブルキャスト：金森陽助、金光宣明、川東哲也、斉藤隼一、佐々木哲夫、高橋祐典、佐藤聴成、千菜津、古川靖人、野田てつろう

### 朗読劇「アルセーヌ・ルパン＃2　虎の牙」
2022/8/6［土］> 8/7［日］イイノホール 
脚本・構成・演出 ：野坂実
- アルセーヌ・ルパン：関智一
- モーリス・ルブラン：木村良平
- ガストン・ソーブラン：梶裕貴
- フロランス・ルバッスール：花澤香菜
- ジャン・ベルノック：金光宣明
- イポリート・フォービル：岩田光央
- デマリオン警視総監：関俊彦
- アンサンブルキャスト：阿部純也、上西哲平、江尻拓己、光部樹、斉藤隼一、高橋雛子、宮園拓夢、三好翼

### 朗読劇「アルセーヌ・ルパン＃3　緑の目の令嬢」
2023/9/30［土］>10/1［日］日経ホール 
構成・脚色・演出：野坂実
- アルセーヌ・ルパン：関智一
- モーリス・ルブラン：木村良平
- オーレリー・ダストゥー：高橋李依（Wキャスト）、伊藤美来（Wキャスト）
- ギョーム・アンシベル：竹内栄治
- ジョド：金光宣明
- ロドルフ・マレスカル：諏訪部順一
- プレジャック：井上和彦

- アンサンブルキャスト：石井隆之、井上歌奏子、太田秀介、倉本春奈、佐藤聴成、鈴木幸二、武井和歩、新田純輝、三好翼、本谷史織

### 朗読劇「アルセーヌ・ルパン＃4　カリオストロ伯爵夫人」
2024/8/31［土］>9/1［日］大手町三井ホール 
構成・脚色・演出：野坂実
- アルセーヌ・ルパン（ラウール・ダンドレジー）：関智一
- モーリス・ルブラン：木村良平
- ジョゼフィーヌ・バルサモ（カリオストロ伯爵夫人）：久保ユリカ（Wキャスト）、小清水亜美（Wキャスト）
- クラリス・デティ―グ：小原好美（Wキャスト）、古賀葵（Wキャスト）
- デティ―グ男爵：金光宣明
- ボーマニャン：安元洋貴

- アンサンブルキャスト：石井隆之、金子睦、倉本春奈、佐藤聴成、武井和歩、多田健悟、新田純輝、花房律希、三好翼、鷲一之介

## 音楽

### Lupin il ladro gentiluomo（怪盗紳士ルパン）
歌 José Luis Moreno （スペイン出身の歌手・俳優・腹話術師ホセ・ルイス・モレノが1985年にイタリアで出したRockfeller A Pentatlonというアルバムに収録）

## 関連事項
- サバット - ルパンが父から手ほどきを受けた武術。日本語訳では「ボクシング」と表記されることが多い。
- ルパン三世 - 主人公がアルセーヌ・ルパンの孫という設定
- シャーロック・ホームズ - 名前をもじったキャラクター「エルロック・ショルメ（Herlock Sholmès）」としている。
- 孫了紅 - 東洋のアルセーヌ・ルパンと呼ばれる魯平（ルーピン）シリーズを書いた推理作家
- ジャン＝ポール・サルトル - ルパンのことを「泥棒界のシラノ（Cyrano de la pègre）」と評した。[注釈 4]
- 雅孝司 - アンソロジー『黄昏ホテル』（2004年12月、小学館）所収の短編「一つだけのイアリング」で怪盗紳士の名前がモチーフになっている。

- 翻訳者
  - 保篠龍緒 - 1892-1968。戦前・戦後にルパン・シリーズを一手に訳していた訳者。日本出版協同「アルセーヌ･ルパン全集」（1951年）等。
  - 南洋一郎 - 1893-1980。戦後児童向けにルパン・シリーズのほとんどをリライトした児童作家。ポプラ社「怪盗ルパン全集」（1958年）等。
  - 堀口大学 - 1892-1981。新潮文庫「ルパン傑作集」（1959年）等。
  - 井上勇 - 1901-1985。東京創元社「アルセーヌ・リュパン全集」（1959年）等。
  - 石川湧 - 1906-1976。東京創元社「アルセーヌ・リュパン全集」（1959年）等。
  - 榊原晃三 - 1930-1996。アルセーヌ・ルパンシリーズの幾つかを訳しているが、特にルパン最後の事件（偕成社 アルセーヌ=ルパン全集25, 1982年）を唯一翻訳している。
  - 大友徳明 - 1935-。偕成社「アルセーヌ＝ルパン全集」（1982年）等。
  - 長島良三 - 1936-2013。岩崎書店「アルセーヌ･ルパン名作集」（1997年）、偕成社「アルセーヌ＝ルパン全集」（1982年）等。
  - 矢野浩三郎 - 1936-2006。偕成社「アルセーヌ＝ルパン全集」（1982年）等。